# Can Cladders
Can Cladders — студийный альбом британской авант-поп группы The High Llamas, изданный 19 февраля 2007 года на лейбле Drag City Records.
Члены группы The High Llamas потратили три года на работу над этим альбомом.

## Отзывы
| Оценки критиков | Оценки критиков |
| Источник        | Оценка          |
| --------------- | --------------- |
| AllMusic        | [ 4 ]           |
| The A.V. Club   | A−              |
| The Guardian    | [ 6 ]           |
| Pitchfork Media | 7.3/10          |
| Stylus Magazine | C+              |
| Tiny Mix Tapes  | [ 9 ]           |

The Guardian написала, что «наполненные яркими мелодиями, эти песни обладают светящимся качеством, но они также путают гипнотическое с повторяющимся, а богатство текстуры с прожорливым избытком». Exclaim! написал, что «вибрация Can Cladders слишком мечтательно вялая, чтобы поддерживать длительный интерес». The Cleveland Scene написал, что альбом «бурлит пульсом босса-новы, где каскадные струнные примыкают к позднему ночному пляжному пиано-бару».
Скотт МакКлинток из AllMusic отметил, что «Здесь присутствуют все стилистические элементы, которые когда-либо украшали грув их прошлых альбомов: синтезаторные вкрапления и струнные аранжировки в стиле „барокко на пляже“. Бэк-вокал в духе Барта Бакарака и инструментарий в духе Брайна Уилсона на равных соседствуют с ритмами Motown и „замашками“ Steely Dan, но все это звучит естественно и знакомо, а не излишне продуманно, принудительно и производно. Альбом собрал все творческие касания за всю карьеру в одну цельную, сфокусированную работу, которая, если вы достаточно наблюдательны, держится в одном ряду со сравнительной „элитой“ Llamas».

## Список композиций
1. «The Old Spring Town» — 3:29
2. «Winter’s Day» — 4:48
3. «Sailing Bells» — 3:03
4. «Boing Backwards» — 0:44
5. «Honeytrop» — 3:40
6. «Bacaroo» — 3:23
7. «Can Cladders» — 3:26
8. «Something About Paper» — 0:38
9. «Clarion Union Hall» — 4:32
10. «Cove Cutter» — 4:13
11. «Dorothy Ashby» — 3:03
12. «Rollin'» — 3:52
13. «Summer Seen» — 0:51